# Mieczysław Teisseyre
Mieczysław Wacław Teisseyre (ur. 6 sierpnia 1925 we Lwowie, zm. 23 stycznia 2008 w Boszkowie) – polski inżynier, profesor Politechniki Wrocławskiej, powstaniec warszawski.
Syn Kazimierza Teisseyre, dyrektora ZUS-u w Warszawie od 1935, brat Romana Teisseyre. 
Brał udział w powstaniu warszawskim, gdzie został ciężko ranny w czasie walk o katedrę św. Jana 27 sierpnia 1944.
Po wyjściu ze stalagu w Altengrabow, przyjechał do Wrocławia i rozpoczął studia na Wydziale Mechanicznym Politechniki Wrocławskiej. Specjalizował się w mechanice, w tym w konstrukcji urządzeń służących do oczyszczania powietrza i mierzenia jego skażeń. W 1963 obronił pracę doktorską Pomiar natężenia przepływu mieszaniny pyłu węglowego przy użyciu kryz mierniczych. W 1987 uzyskał tytuł naukowy profesora nadzwyczajnego, a w 1994 został profesorem zwyczajnym na Politechnice Wrocławskiej. 
Pochowany na Cmentarzu Grabiszyńskim we Wrocławiu.

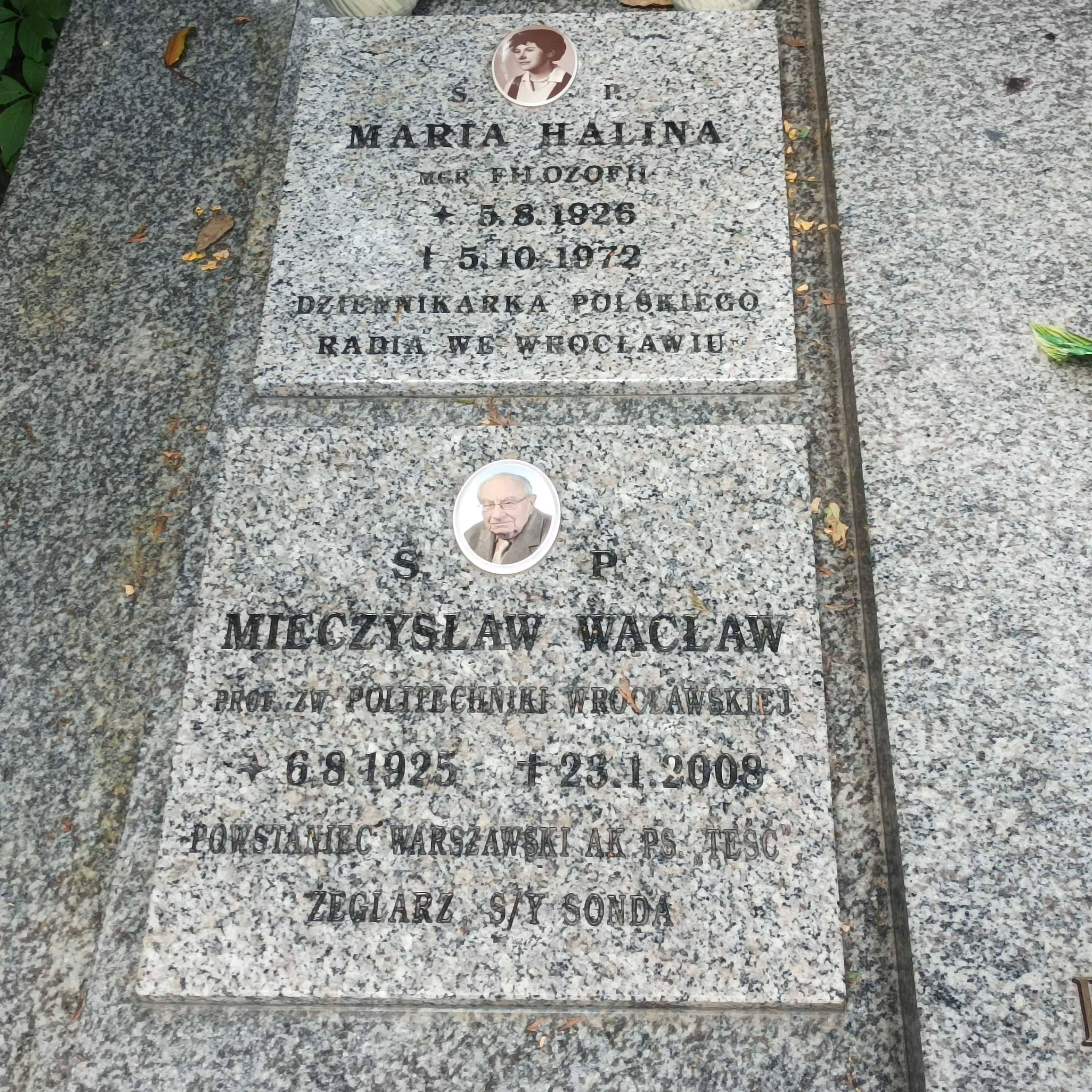
Inskrypcja na grobie prof. Mieczysława Teisseyre'a na Cmentarzu Grabiszyńskim